# Joachim Bodamer
Joachim Bodamer (* 26. Juni 1910 in Stuttgart; † 7. Juli 1985 ebenda) war ein deutscher Psychiater und Neurologe bzw. „Sozialpathologe“ und Autor zahlreicher Sachbücher, darunter auch medizingeschichtlicher Publikationen.

## Leben
Nach dem Besuch des Humanistischen Gymnasiums in Stuttgart studierte Joachim Bodamer Medizin, Psychologie und Philosophie in Heidelberg, Berlin und München und wirkte als Facharzt für Nerven- und Gemütskrankheiten bzw. als „Psychiater und Oberarzt an einer süddeutschen Heilanstalt“. 1947 beschrieb er als erster das Krankheitsbild der Prosopagnosie. 1955 veröffentlichte Bodamer seine Schrift Gesundheit und technische Welt, in der er „das Bild einer gnadenlos technisierten Zeit“ entwirft.
In seinem Buch Der Mann von heute (1956) glaubte Bodamer, der Mann „habe die Frauen in einen ‚erotischen Konkurrenzkampf‘ gehetzt, der den ‚hohen Persönlichkeitswert der Zurückhaltung und Scham‘ zerstöre, ‚der zur Frau so unlöslich gehört, daß sie ohne ihn keine Frau ist‘“.